# Prealpes appenzelleses
Los Prealpes appenzelleses (en francés: Préalpes appenzelloises; en alemán: Appenzeller Alpen) son un macizo montañoso situado en la parte central de los Alpes en Suiza. Están a caballo entre los cantones de de Appenzell Rodas Exteriores, Appenzell Rodas Interiores, San Galo y Zúrich.

## Geografía

### Situación

Localización de los prealpes appenzelleses dentro de los Alpes centrales.

Los Prealpes appenzelleses son recorridos por el Rin al este, atravesados en dirección norte-oeste por el Thur (valle de Toggenburg) y los baña parte del lago de Walen al sur. Están rodeados por los Alpes de Glaris al sur, los Alpes orientales centrales (Rätikon) al sureste y los Prealpes orientales septentrionales (macizo de Bregenzerwald) al noreste. Comprenden, entre otros, el macizo de Alpstein, el más elevado, la cadena de los Churfirsten sobre el territorio del cantón de San Galo, al sur, y la región montañosa de Tösstal, al oeste.

### Principales cumbres

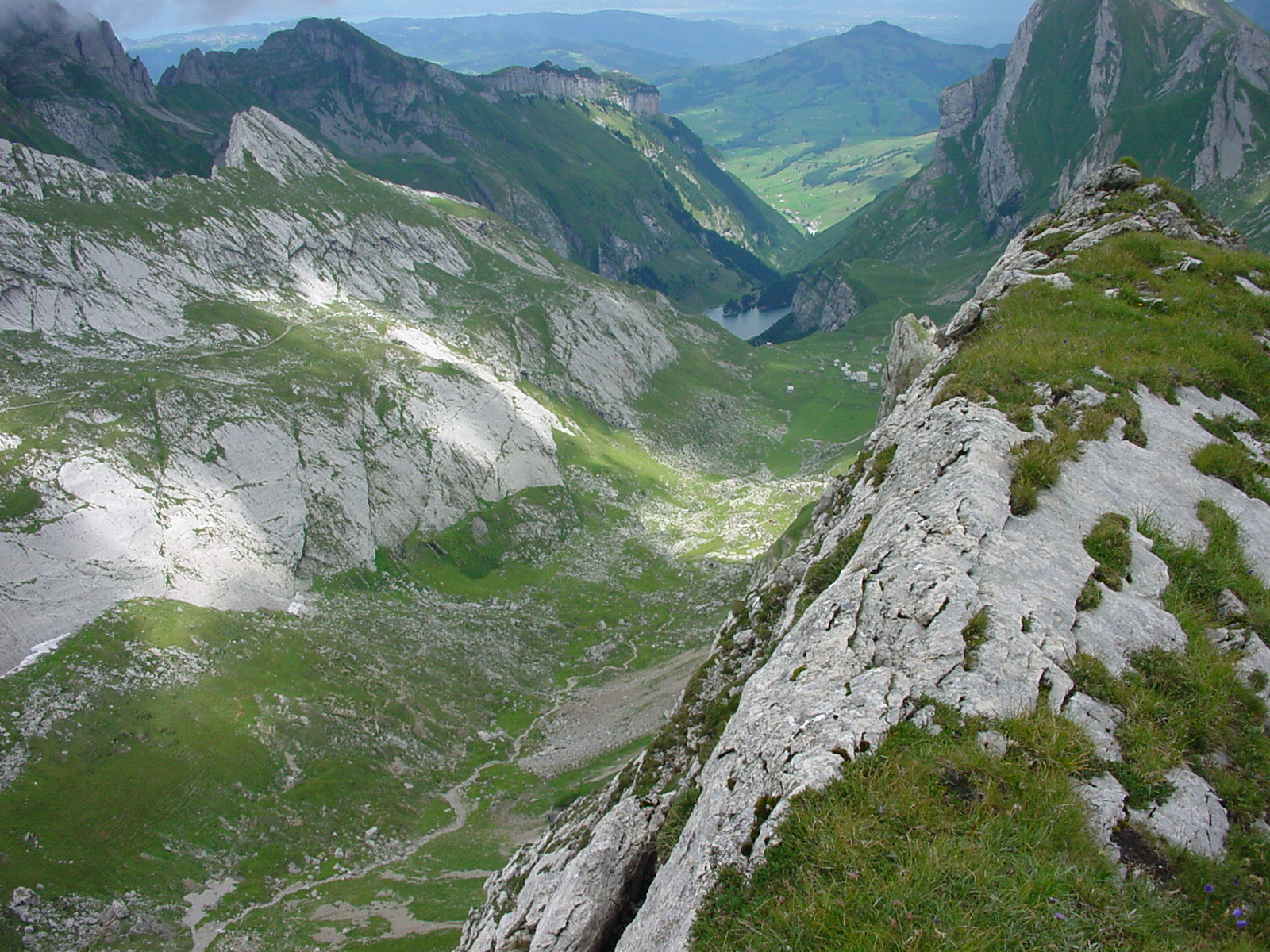
Paisaje de Alpstein

- Säntis, 2501 m
- Girenspitz, 2448 m
- Altmann, 2436 m
- Gamsberg, 2385 m
- Fulfirst, 2384 m
- Wildhuser Schafberg, 2373 m
- Wisswand, 2346 m
- Alvier, 2343 m
- Hinterrugg, 2306 m
- Brisi, 2279 m
- Frümsel, 2267 m
- Zuestoll, 2235 m
- Margelchopf, 2163 m
- Silberplatten, 2158 m
- Schibestoll, 2136 m
- Leistchamm, 2101 m
- Gamser Rugg, 2076 m
- Kreuzberge, 2065 m
- Lütispitz, 1987 m
- Speer, 1950 m
- Mattstock, 1936 m
- Schäfler, 1924 m
- Federispitz, 1865 m
- Gonzen, 1830 m
- Hoher Kasten, 1795 m
- Gulmen, 1789 m
- Stockberg, 1781 m
- Kronberg, 1663 m
- Ebenalp, 1640 m
- Hochalp, 1521 m

### Otras cimas destacadas
- Tanzboden, 1443 m
- Chrüzegg, 1314 m
- Gäbris, 1247 m
- Hörnli, 1133 m
- Köbelisberg, 1131 m
- Bachtel, 1115 m

## Geología
Contrariamente a otros macizos de los Alpes centrales en Suiza y en Italia, los Prealpes appenzelleses están constituidos únicamente por rocas sedimentarias (calizas).

## Actividades

### Estaciones de deportes de invierno
- Alt Sankt Johann
- Amden
- Gonten
- Nesslau-Krummenau
- Rüte
- Schönengrund
- Schwende
- Urnäsch
- Wildhaus